# Mersa Matruh
Matruh (àrab: مرسى مطروح, romanitzat: Marsā Maṭrūḥ, IPA: [ˈmæɾsæ mɑtˤˈɾuːħ]), també transliterat com a Marsa Matruh, és un port d'Egipte i la capital de la Governació de Matruh. Es troba a 240 km a l'oest d'Alexandria i 222 km a l'est de Sallum a la carretera principal des del delta del Nil fins a la frontera líbia. La ciutat també és accessible des del sud a través d'una altra carretera que travessa el desert occidental cap a l'oasi de Siwa i l'oasi de Bahariya.
A l'antic Egipte i durant el regnat d'Alexandre el Gran, la ciutat era coneguda com Amunia. Al Regne Ptolemaic i més tard durant l'Imperi Romà d'Orient, es coneixia com Paraitónion (grec Koinē: Παραιτόνιον). Durant l'Imperi Romà, es va anomenar Paraetonium en llatí, que es va convertir en Al-Bāritūn (àrab: البارتون) després de la conquesta musulmana d'Egipte a mitjans del segle VII. Com a base militar britànica durant la Segona Guerra Mundial, es van lliurar diverses batalles als voltants mentre l'Afrika Korps va intentar capturar el port. Va caure en mans dels alemanys durant la batalla de Mersa Matruh, però va ser recuperada després de la segona batalla d'El Alamein.